# Rho Persei
Rho Persei (Gorgonea Tertia, 25 Persei) é uma estrela na direção da constelação de Perseus. Possui uma ascensão reta de 03h 05m 10.50s e uma declinação de +38° 50′ 25.9″. Sua magnitude aparente é igual a 3.32. Considerando sua distância de 325 anos-luz em relação à Terra, sua magnitude absoluta é igual a −4.28. Pertence à classe espectral M3IIIvar.